# Thermomix

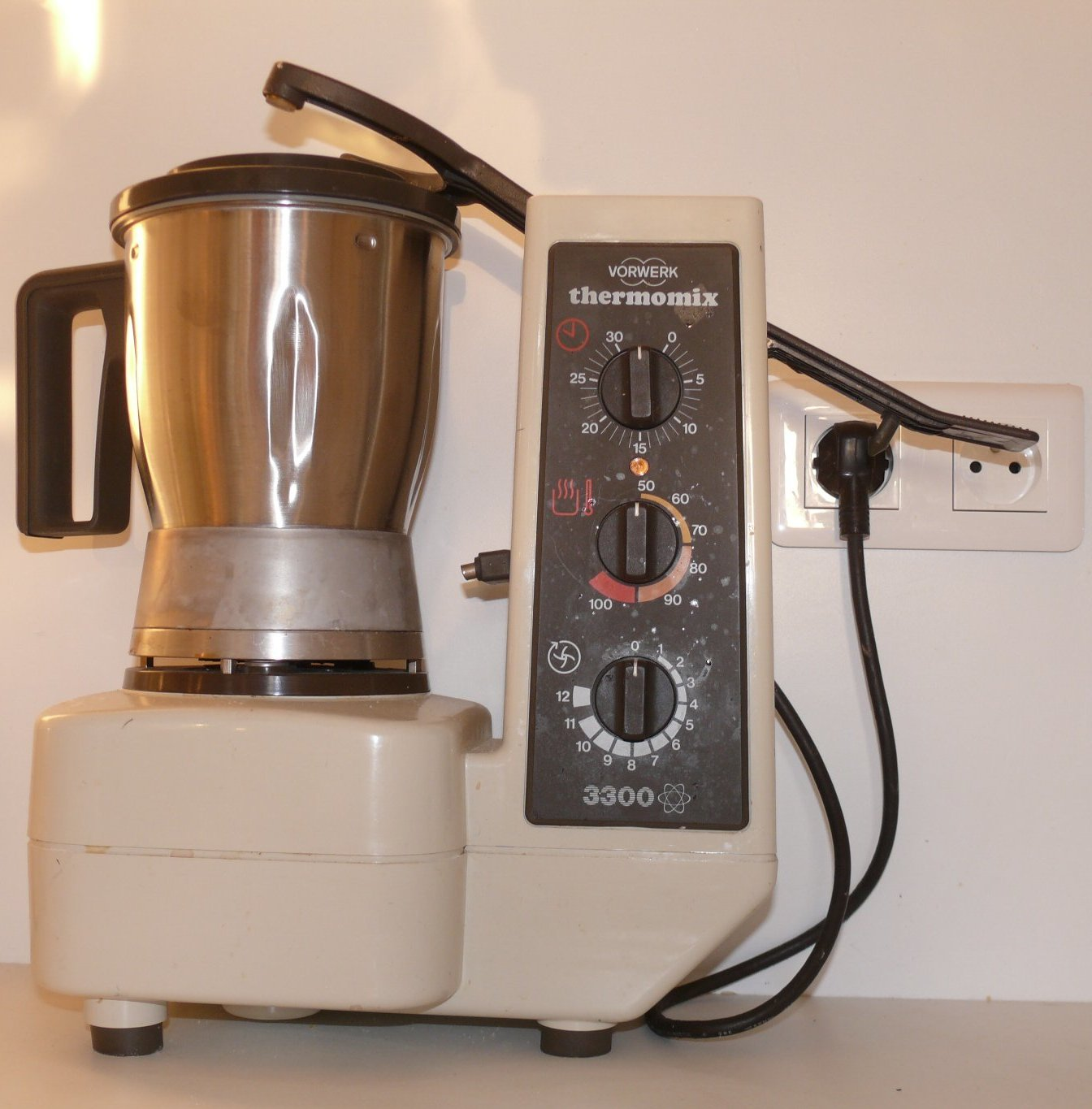
Thermomix TM 3300 (1982)

De Thermomix is een keukenmachine die gemaakt wordt door Vorwerk. Het woord "Thermomix" is een combinatie van "thermo" (verwarming) en "mix" (mengen). Het toestel kan gecombineerd mixen, verwarmen en koken.

## Techniek
Een Thermomix bestaat uit een motor- en bedieningseenheid, een verwijderbare roestvaststalen mengkom met geïntegreerde thermostaatgestuurde opwarmingseenheid die kan verwarmen van 37 tot 120 °C en een roterend slagmes met vier bladen. Daarnaast heeft het apparaat een geïntegreerde weegschaal en wordt het bediend via een aanraakscherm. Het toestel heeft een timer en is programmeerbaar. In totaal zijn er 12 functies voorzien, waarvan sommige enkel verschillen door de snelheid waarmee de motor draait: koken, stomen, verwarmen, mixen, kneden, hakken, mengen, malen, emulgeren, sudderen, opkloppen en wegen.

## Geschiedenis
De eerste Thermomix kwam in 1961 op de markt en was afgeleid van een mixerserie van Vorwerk, de VKM5. Dit eerste toestel kende 7 functies: roeren, kneden, hakken, raspen, mixen, malen en sap maken. De originele afkorting “VKM” (Vorwerk-keukenmachine) werd snel vervangen door “VM” (Vorwerk-mixer) en vervolgens door “TM”(Thermomix).
In 1971 kwam de VM2000 op de markt, gevolgd door de VM2200 in 1977, ontworpen in en fel oranje kleur. Dat toestel werd aanvankelijk alleen in Frankrijk verkocht, omdat de bereiding van de in Frankrijk populaire gebonden soepen kon worden vereenvoudigd.
Na registratie van het merk "Vorwerk Thermomix" kwam in 1980 voor het eerst onder de naam Thermomix het model TM3000 op de markt. Dit was het eerste model dat ook kon koken. In 1982 volgde de TM3300, aanvankelijk alleen voor de Italiaanse en Franse markt, maar vanaf 1984 ook te koop in Duitsland. Het had een elektronische snelheidscontrole met twaalf fasen, een gastoevoer en een temperatuurselectie.
Het volgende model, de Thermomix TM21, werd in 1996 op de markt gebracht. Het had een grotere kom, een Varoma stoomkoker, een geïntegreerde weegschaal en een modernere vormgeving. Het toestel kreeg ook een display om de kooktijd weer te geven.
Het model TM31 werd gelanceerd in 2004. De linkerrotatie en het zachte roerstadium van het mes werden geïntroduceerd, en de originele ventilatormotor werd vervangen door een reluctantiemotor.
In 2014 volgde deTM5. In dit model werd voor het eerst digitale technologie geïntroduceerd. Via een chip worden kookinstructies gegeven om specifieke recepten stap voor stap te kunnen klaarmaken. Tevens werden alle knoppen in eerdere modellen vervangen door een aanraakscherm, en werd voorzien in een automatisch sluitingssysteem. Het toestel had ook een nieuwe rustigere motor en kan tot 120 °C verwarmen.
In 2016 werd de 'cook-key' geïntroduceerd. Deze maakt via wifi verbinding met het Cookidoo-receptenplatform, waarbij de geselecteerde recepten op het toestel gedownload kunnen worden. De cook-key wordt vastgeklikt op de zijkant van de Thermomix TM5, op de plaats van de kookchip. De cook-key is in de Benelux geïntroduceerd in het najaar van 2017.

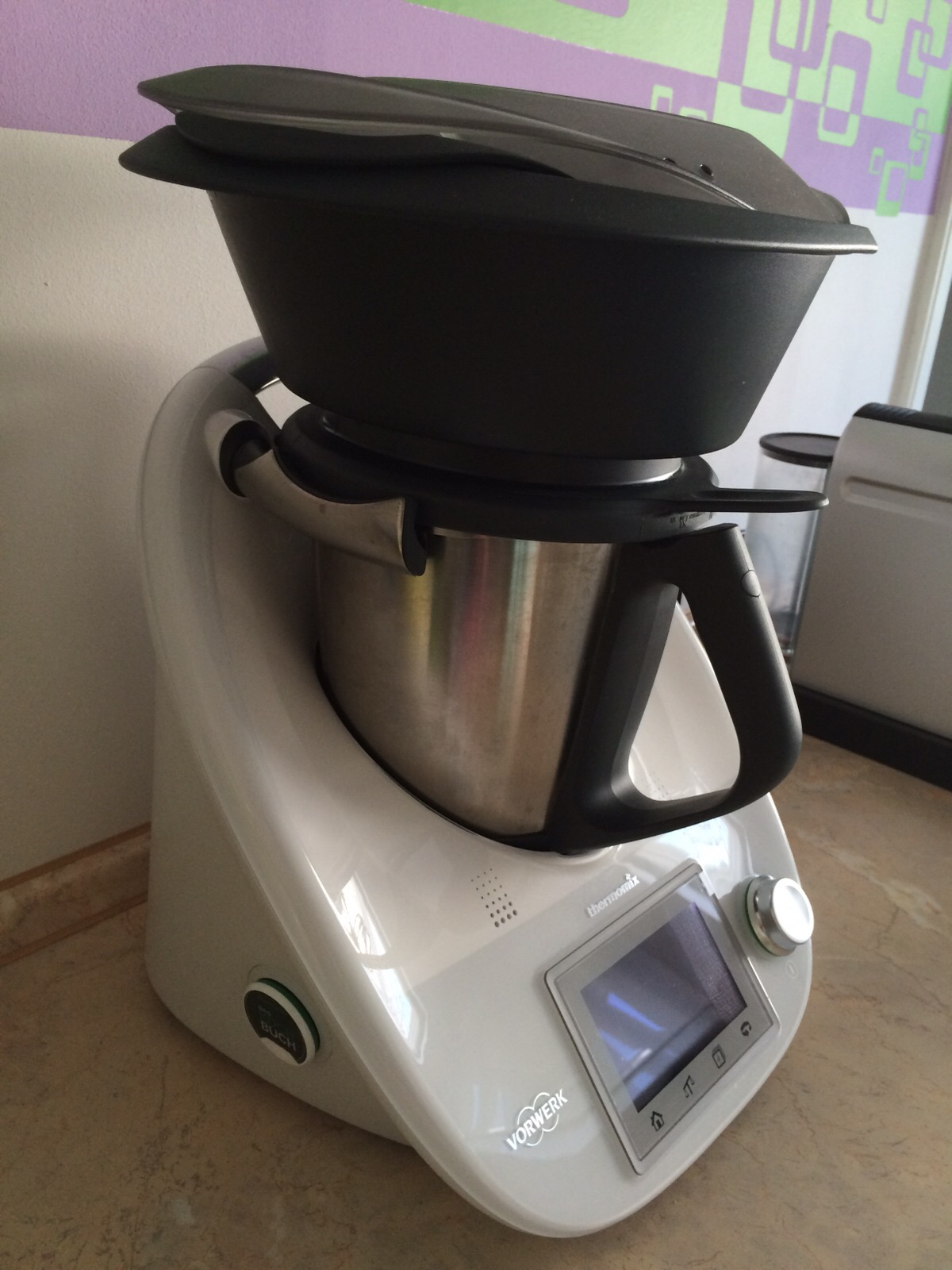
De TM5

Het huidige model, de TM6, is in 2019 uitgebracht. Dit betreft eigenlijk een verdere ontwikkeling van het vorige model. 
75% van de verkochte toestellen wordt geproduceerd in de Vorwerk-fabriek (Semco) in Cloyes-sur-le-Loir in Frankrijk. De overige exemplaren zijn afkomstig uit de vestiging in Laaken (Wuppertal) in Duitsland. In 2016 werden wereldwijd circa 1,3 miljoen toestellen verkocht.

## Verkoop
De Thermomix-toestellen worden uitsluitend verkocht via een systeem van multi-level marketing. Dat houdt in dat de toestellen niet via de gebruikelijke verkoopkanalen worden aangeboden, maar door middel van freelance vertegenwoordigers die geïnteresseerden thuis bezoeken en het apparaat daar presenteren. Wereldwijd zijn er ongeveer 35.000 demonstrateurs in meer dan 60 landen actief.
In Italië en Portugal wordt de Thermomix op de markt gebracht als Bimby, aangezien de naam Thermomix in die landen al beschermd was door andere handelsmerken.
Samenhangend met het directeverkoopprincipe zijn er kookboeken, recepten, kookcursussen en receptentijdschriften die speciaal zijn ontwikkeld voor dit apparaat. Veel recepten worden ook gedeeld via specifieke facebookgroepen zoals Cookomix of receptenblogs. Vorwerk exploiteert zelf de website rezeptwelt.de met recepten voor de Thermomix .

## Beoordelingen
In 2005 won de TM31 een Red Dot Design Award. Opvolger TM5 kreeg in 2015 een Red Dot Award voor Communicatieontwerp in de categorie 'interface design'. De krant “Die Zeit” definieerde de Thermomix als de 'iPhone van Wuppertal'.
In 2015 heeft de Stiftung Warentest het TM5-model beoordeeld op 2,9 (bevredigend). Als negatief punt wordt verwezen naar het geluidsniveau van het apparaat, dat 91 decibel kan bereiken bij bepaalde bereidingen.
Test-Aankoop deed in januari 2015 een vergelijkend onderzoek van de Thermomix en andere keukenrobots. Voornaamste minpunt gaat over het ondoorzichtige deksel waardoor de ingrediënten niet zichtbaar zijn tijdens de bereiding.